# Kramsängsgölen
Kramsängsgölen är en sjö i Nässjö kommun i Småland och ingår i Motala ströms huvudavrinningsområde. Sjön har en area på 0,0801 kvadratkilometer och ligger 267 meter över havet.

## Delavrinningsområde
Kramsängsgölen ingår i det delavrinningsområde (640027-143013) som SMHI kallar för Ovan 640065-142900. Medelhöjden är 272 meter över havet och ytan är 8,63 kvadratkilometer. Räknas de 5 delavrinningsområdena uppströms in blir den ackumulerade arean 103,03 kvadratkilometer. Delavrinningsområdets utflöde Motala Ström mynnar i havet. Delavrinningsområdet består mestadels av skog (70 procent) och sankmarker (11 procent). Avrinningsområdet har 0,08 kvadratkilometer vattenytor vilket ger det en sjöprocent på 0,9 procent.